# Лекебери (община)
Община Лекебери (на шведски: Lekebergs kommun) е разположена в лен Йоребру, централна Швеция с обща площ 484 km2 и население 7289 души (към 31 декември 2013). Административен център на община Лекебери е град Фюгеста.